# Bad Kissingen
Bad Kissingen este un oraș din Franconia Inferioară, landul Bavaria, Germania. El se află amplasat pe râul Fränkische Saale la sud de regiunea muntoasă Rhön. Orașul este o stațiune balneară renumită pe plan internațional.

## Clima
Clima regiunii este influențată de așezarea geografică prin apropierea de Rhön și pădurile de foioase din jurul orașului care fac ca verile să fie răcoroase iar iernile blânde.

## Parcuri și monumente ale naturii
În regiunea orașului printre parcurile mai mari se află parcurile Klaushof, Luitpold, Ballinghain, Friedhof și parcul trandafirilor.

## Sport
În Bad Kissingen se află mai multe cluburi sportive, de gimnastică, fotbal, de tir sportiv și golf.

## Festivaluri
- în iunie-iulie un festival internațional de muzică
- în decembrie-ianuarie un festival internațional de muzică
- la sfârșitul lui iulie Festivalul Rákóczi
- în septembrie-octombrie o competiție internațională muzicală de pian, pentru tinere talente

## Personalități
- Julius Döpfner (1913-1976), cardinal
- Jack Steinberger (n. 1921), fizician, laureat al Premiului Nobel pentru Fizică
- Edmund Veesenmayer (1904 - 1977), criminal de război nazist

## Galerie de imagini

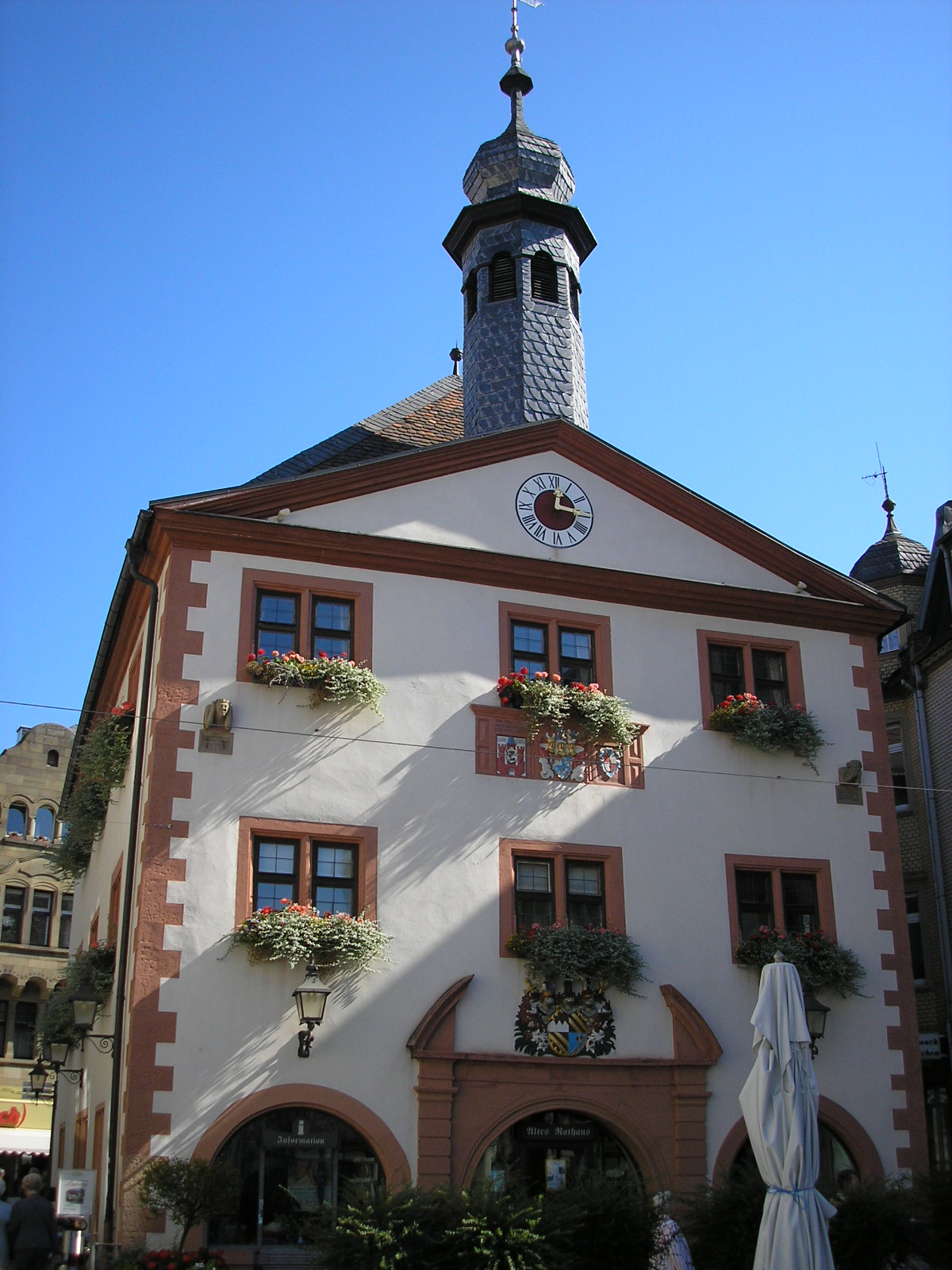
Primăria
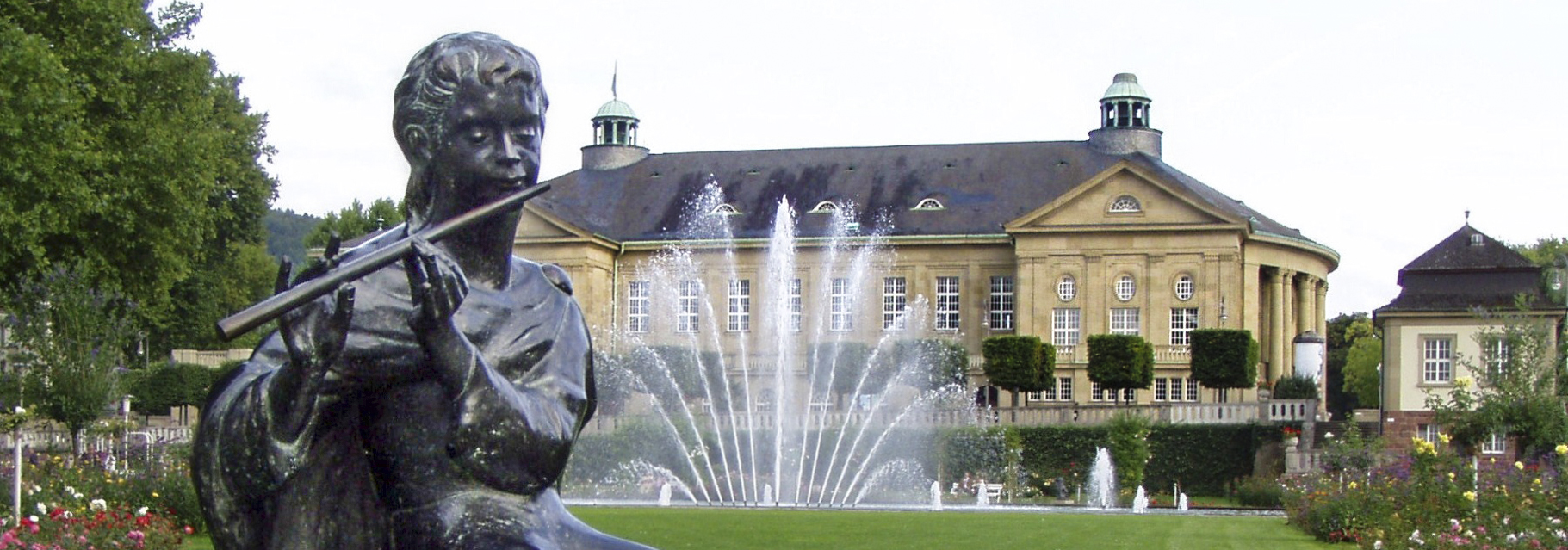
Parcul Trandafirilor